# Ampelsari (Banjarnegara)
Ampelsari is een bestuurslaag in het regentschap Banjarnegara van de provincie Midden-Java, Indonesië. Ampelsari telt 4238 inwoners (volkstelling 2010).